# Darren Lapthorne
Darren Lapthorne (né le 4 mars 1983 à Melbourne) est un coureur cycliste australien. Professionnel depuis 2006, il a notamment été champion d'Australie sur route en 2007.

## Biographie
Lapthorne est exclu du Tour de l'Utah 2014 au cours de la quatrième étape, une étape de montagne, pour s'être accroché à un véhicule alors qu'il avait été distancé durant la première montée du jour. L'équipe continentale professionnelle Drapac prolonge son contrat en fin d'année.
Non conservé par ses dirigeants à la fin de l'année 2015, il met un terme à sa carrière faute d'avoir pu trouver une nouvelle équipe.

## Palmarès
- 2005
  - 9e étape du Tour of the Murray River
- 2006
  - 2e étape du Tour des Grampians Sud
  - 7e étape du Tour de Corée
  - 4e étape du Tour du Gippsland
  - 2e du Tour des Grampians Sud
- 2007
  -  Champion d'Australie sur route
  - 1reb étape du Tour des Grampians Sud (contre-la-montre)
  - 1re étape du Mersey Valley Tour (contre-la-montre)
  - De Bortoli Tour :
    - Classement général
    - 1rea (contre-la-montre) et 2e étapes

  - 5e étape du Tour de Hokkaido
  - 2e du Tour de Hokkaido
- 2008
  - 5e étape de la Jayco Bay Classic
  - Cologne Classic
- 2009
  - 2e étape du Tour de Beauce
- 2010
  - 2e du Ryedale Grand Prix
- 2012
  - 4e étape du Tour of the Great South Coast
  - 2e étape du Tour de Tasmanie
  - 2e de la New Zealand Cycle Classic
  - 2e du Tour of the Great South Coast
- 2013
  - 3e étape du Tour de Tasmanie
  - 3e du Tour of the Great South Coast
- 2014
  - 3e du Tour d'Azerbaïdjan

### Classements mondiaux
| Année            | 2006 | 2007 | 2008 | 2009 | 2010 | 2011 | 2012 | 2013 | 2014 |
| ---------------- | ---- | ---- | ---- | ---- | ---- | ---- | ---- | ---- | ---- |
| UCI Africa Tour  |      |      |      | 100e |      |      |      |      |      |
| UCI America Tour |      |      | 232e | 247e |      |      |      |      |      |
| UCI Asia Tour    | 134e | 50e  | 295e |      |      |      | 79e  | 203e | 278e |
| UCI Europe Tour  |      |      |      | 565e |      |      |      |      | 373e |
| UCI Oceania Tour | 96e  | 7e   | 35e  |      |      |      | 9e   | 38e  | 34e  |